# Raspailia keriontria
Raspailia keriontria är en svampdjursart som beskrevs av Hooper 1991. Raspailia keriontria ingår i släktet Raspailia och familjen Raspailiidae. Inga underarter finns listade i Catalogue of Life.